# Pietro Carnesecchi
Pietro Carnesecchi, né le 24 décembre 1508, à Florence, et mort le 1er octobre 1567, à Rome, est un homme politique, un humaniste italien de la Renaissance et un martyr de la Réforme,,,.

## Biographie
Pietro Carnesecchi naît à Florence, le 24 décembre 1508. Membre de la famille Carnesecchi, il est le fils d'Andrea Paul Simon Carnesecchi et de Ginevra Tani.
Pietro Carnesecchi développe intuitivement des talents innés de diplomate. Son esprit alerte lui permet de discerner d’emblée les éventuels points faibles d'un discours ou d'un événement ; ses contemporains ne tarissent pas d'éloges à son sujet ; ils soulignent sa courtoisie, son côté aimable et avenant. Son intuition alliée à son sens de l’écoute et du dialogue lui permettent aussitôt d’entrevoir les attentes de son entourage. Il séduit par sa finesse d’esprit, son affabilité, son éloquence, sa pondération, sa délicatesse et son élégance gestuelle, sa distinction naturelle ; il excelle dans l’art de plaire et de contribuer au bien-être d’autrui.
Ces qualités lui permettent d’intégrer les grâces du pape Clément VII.
Clément VII voue une attention toute particulière envers Pietro Carnesecchi ; il n’a de cesse de lui accorder sa protection et ses conseils et de lui enseigner les bonnes manières, le savoir vivre et la déférence.

## Portraits
De Pietro Carnesecchi, il existe deux portraits :
- le premier tableau — datant vraisemblablement de 1530[5] (?) — est signé de la main du peintre Sebastiano del Piombo ; il est actuellement exposé au Musée des beaux-arts de Parme ;

- la deuxième œuvre est due à Domenico Ubaldini ; on peut la contempler à la Galerie des offices de Florence.

## Condamnation
(décembre 2015).
Voici la traduction française du texte italien, rédigée par Odo Ortolani, concernant l’exécution de Pietro Carnesecchi :
Le 1er octobre 1567, il est décapité en place publique et son cadavre brûlé.

## Épitaphe
Pietro Carnesecchi est commémoré par l’église méthodiste comme faisant figure de martyr,,,.
Le charisme de Pietro Carnesecchi est à rapprocher de sa pugnacité et de son travail acharné, œuvrant au rayonnement d’idées nouvelles. La ténacité de Pietro Carnesecchi n’a d’égale que son prosélytisme.
Aldo Manuzio le décrit ainsi : 

« (fr) Pietro Carnesecchi, protonotaire, homme d’honneur, réputé posséder l’ensemble des vertus existantes et doté de l'esprit le plus cultivé qu'il m'ait jamais été donné de côtoyer. »

— Aldo Manuzio (1449 – 1515)

### Traductions
1. ↑  (it) « Pietro Carnesecchi, protonotario, uomo d'onore, famoso pel possesso di tutte le virtù, e di una mente più culta di qualunque ch'io abbia mai conosciuto nel corso della mia vita. »